# Jules Borker
Jules Borker est un résistant (sous le pseudonyme d'Antoine) et avocat français, né à Gomel (Biélorussie) le 20 mai 1919 et mort le 24 février 2014 à Courbevoie.

## Biographie
Né en Lituanie, Jules Borker emménage à Paris à quatre ans avec ses parents, dans le quartier du Sentier.[réf. nécessaire]
Il a été l'avocat du Parti communiste Français et l'animateur de colloques sur la torture en Algérie et les libertés syndicales.
Le 24 février 2014, à l'âge de 94 ans, Jules Borker meurt dans son sommeil,.